# Amtsgericht Neustrelitz

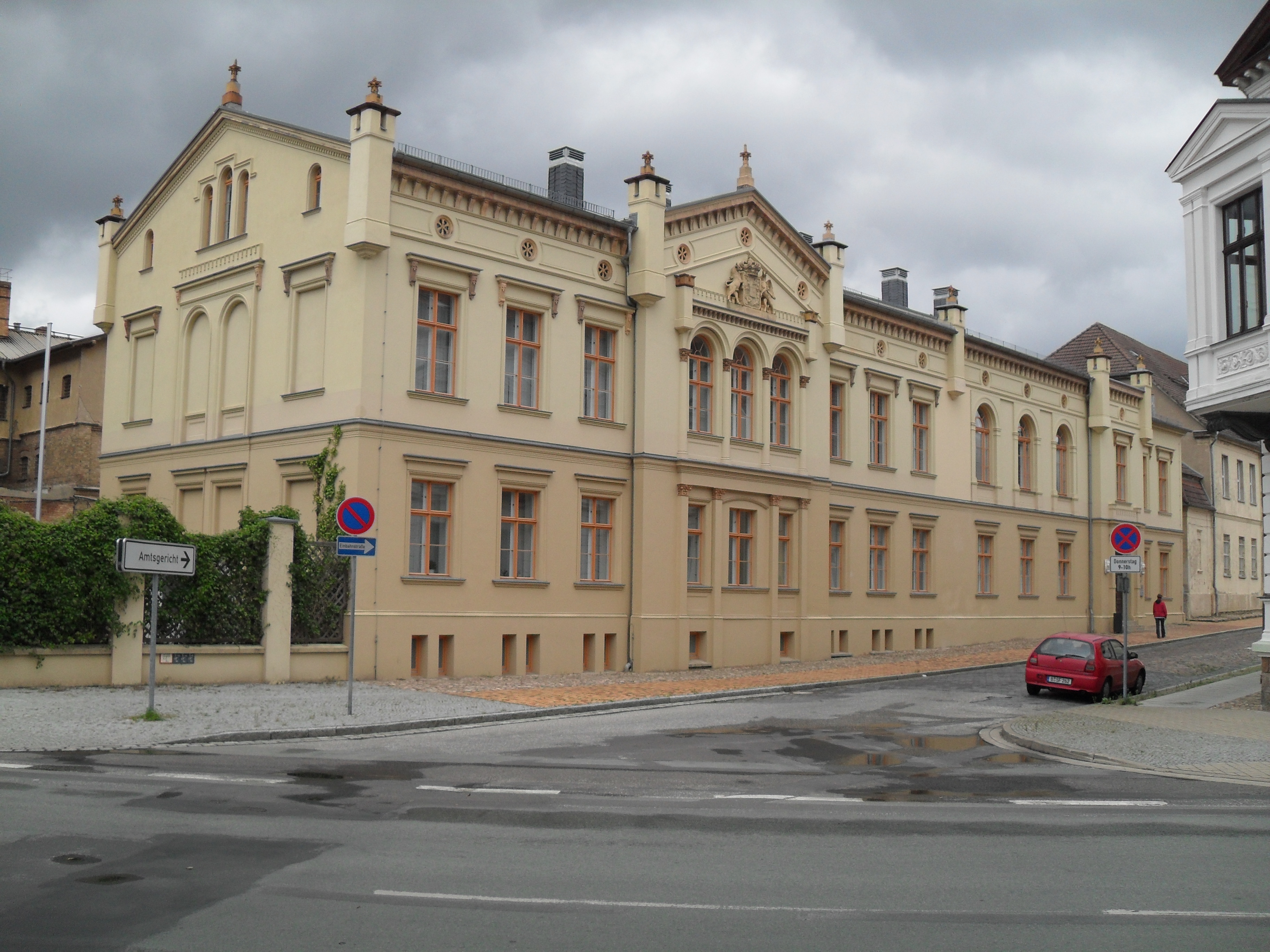
Gebäude des Amtsgerichts Neustrelitz (2011)

Das Amtsgericht Neustrelitz war ein Gericht der ordentlichen Gerichtsbarkeit des Landes Mecklenburg-Vorpommern im Bezirk des Landgerichts Neubrandenburg. Durch die Gerichtsstrukturreform wurde das Amtsgericht Neustrelitz am 2. Februar 2015 aufgehoben und in eine Zweigstelle des Amtsgerichts Waren (Müritz) umgewandelt.

## Gerichtssitz und -bezirk

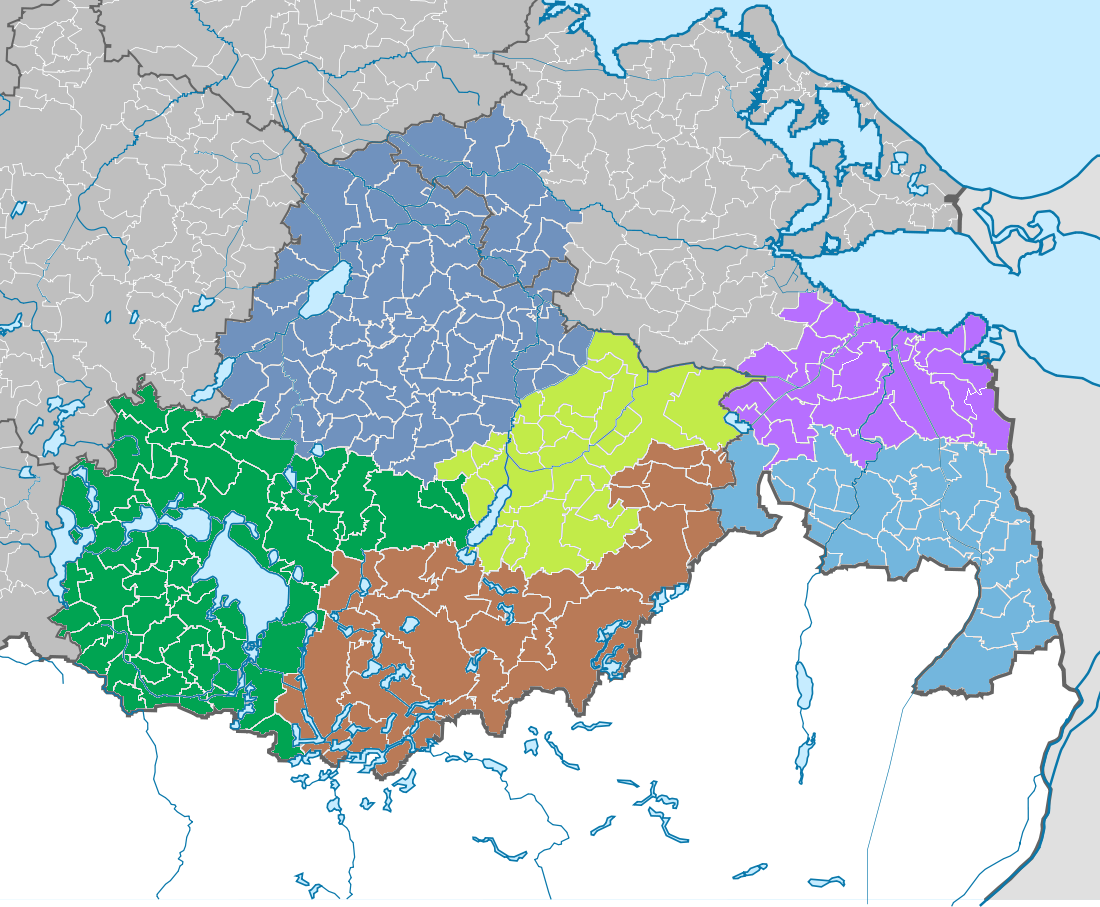
Gerichtsbezirke der dem LG Neubrandenburg nachgeordneten Amtsgerichte bis zum 5. Oktober 2014
AG Waren (Müritz)
AG Demmin
AG Neustrelitz
AG Neubrandenburg
AG Ueckermünde
AG Pasewalk

Das Gericht hatte seinen Sitz in Neustrelitz.
Der Gerichtsbezirk umfasste seit dem Inkrafttreten der Gerichtsstrukturreform am 6. Oktober 2014 das Gebiet der folgenden Städte und Gemeinden.
| - Blankensee, - Blumenholz, - Carpin, - Godendorf, - Grünow, - Hohenzieritz, - Klein Vielen, - Kratzeburg, | - Mirow, - Möllenbeck, - Neustrelitz, - Priepert, - Userin, - Wesenberg, - Wokuhl-Dabelow und - Wustrow |

Am 6. Oktober 2014 wurden folgende Städte und Gemeinden aus dem Bezirk des Amtsgerichts Neustrelitz in den Bezirk des Amtsgerichts Neubrandenburg eingegliedert.
- Feldberger Seenlandschaft,
- Groß Miltzow,
- Kublank,
- Neetzka,
- Petersdorf,
- Schönbeck,
- Schönhausen,
- Voigtsdorf und
- Woldegk

Durch die Auflösung des Gerichtes wurden sämtliche Städte und Gemeinden am 2. Februar 2015 in den Bezirk des Amtsgerichts Waren (Müritz) eingegliedert.
Die Zweigstelle Neustrelitz ist im ehemaligen Bezirk des Amtsgerichts Neustrelitz ausschließlich zuständig in Familiensachen, Unterbringungs- und Freiheitsentziehungssachen, in Angelegenheiten der Beratungshilfe, Betreuungssachen und Jugendstrafsachen sowie als Rechtsantragsstelle für die Aufnahme von Erklärungen.
Sie ist daneben für den gesamten Bezirk des Amtsgerichts Waren (Müritz) ausschließlich zuständig für Strafsachen des Jugendschöffengerichts.

## Geschichte
In Neustrelitz befand sich vor 1879 das Kabinets-Amtsgericht Neustrelitz und das Stadtgericht Neustrelitz als Eingangsgerichte. Daneben bestanden Patrimonialgerichte. Übergeordnete Instanz war die Justizkanzlei Strelitz. Mit der Verordnung zur Ausführung des Gerichtsverfassungsgesetzes vom 27. Januar 1877 vom 17. Mai 1879 wurden die Änderungen der Reichsjustizgesetze im Großherzogtum Mecklenburg-Strelitz umgesetzt. Die bisherigen Gerichte wurden aufgehoben und es wurden zehn Amtsgerichte (darunter das Amtsgericht Neustrelitz), ein Landgericht (das Landgericht Neustrelitz) und ein Oberlandesgericht (das gemeinsame Oberlandesgericht Rostock) geschaffen. Der Gerichtssprengel des Amtsgerichts Neustrelitz umfasste danach die Residenzstadt Neustrelitz (Fasanerie, Rudow, Schlange’s Ausbau, Sophienhof, Tack’s Ausbau, Torwitz), die Stadt Wesenberg, das großherzogliche Kabinetsamt (Blumenholz (mit Carlshof, Friedrichshof und Sandmühle)), Glambeck, Hohenzieritz (mit Christenhof), Brillwitz (mit Ehrenhof), Weisdin, Wendfeld und Zippelow, aus dem Dominialamt Strelitz die Orte Below, Blumenhagen (mit Wilhelminenhof), Prälank, Groß Quassow (mit Lindenberg und Voßwinkelsche Schleuse), Userin (mit Buchenhorst), Voßwinkel, Wesenberger Amtsgebiet und Zierke sowie aus dem Dominalamt Mirow der Ort Klein Quassow.
Das Amtsgericht hatte 1880 zwei Richter, die für 12.327 Gerichtseingesessene verantwortlich waren. Es war damit eines der drei größeren Gerichte im Landgerichtsbezirk. Gerichtstage wurden in Wesenberg gehalten.
Nach dem Zweiten Weltkrieg wurden die Amtsgerichte im Land Mecklenburg neu geordnet und das Amtsgericht Neustrelitz kam zum Landgericht Güstrow. In der DDR wurden die Amtsgerichte 1952 aufgelöst und einheitlich Kreisgerichte gebildet. Neustrelitz gehörte zum Kreis Neustrelitz, dort entstand so das Kreisgericht Neustrelitz, welches dem Bezirksgericht Neubrandenburg nachgeordnet war. Nach dem Zusammenbruch der DDR wurden die Amtsgerichte mit dem Gerichtsstrukturgesetz neu gebildet. Durch die Gerichtsstrukturreform wurde das Amtsgericht Neustrelitz am 2. Februar 2015 aufgehoben und in eine Zweigstelle des Amtsgerichts Waren (Müritz) umgewandelt.

## Gebäude

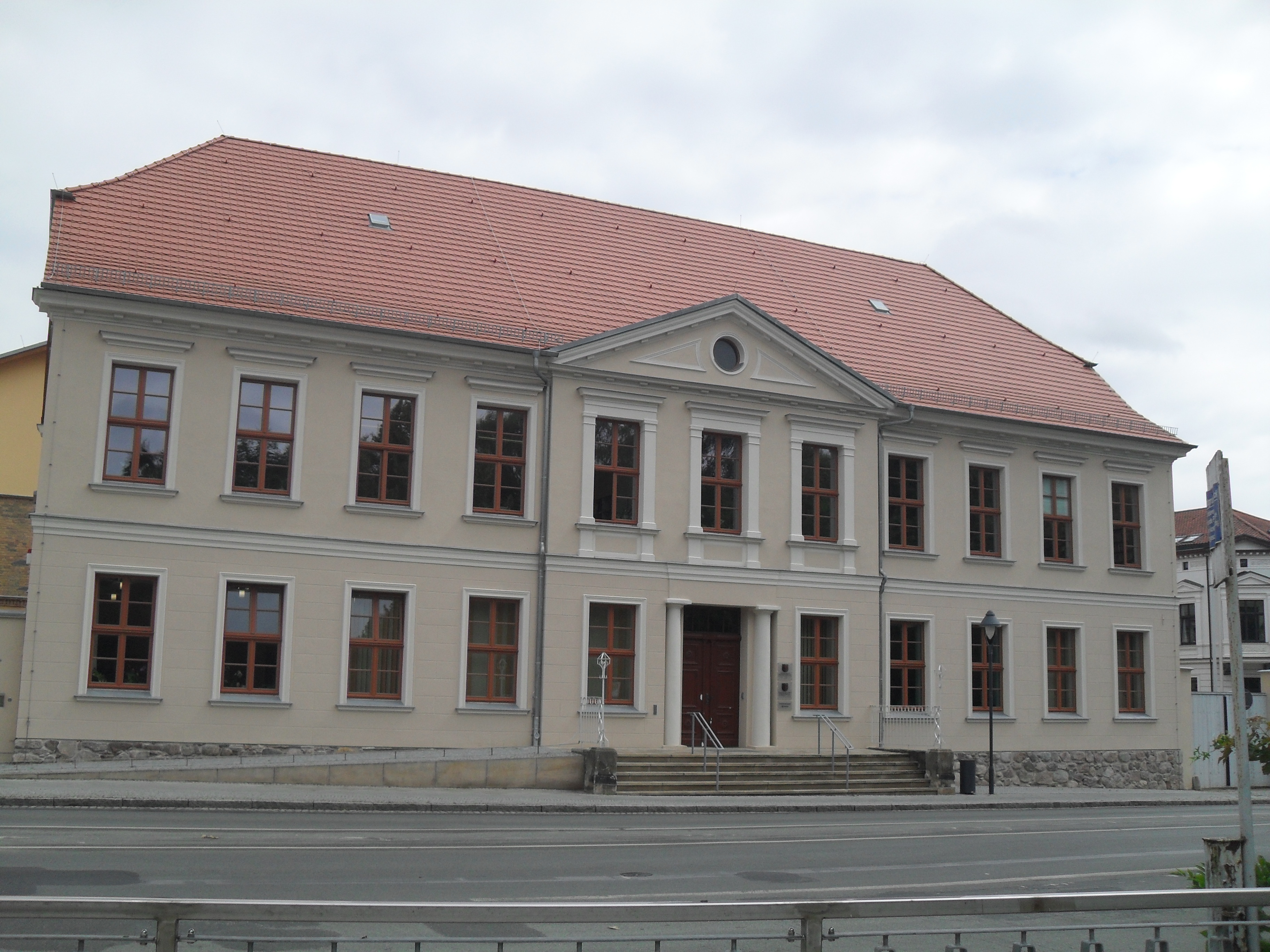
Gemeinsames Gebäude des Landessozialgerichts und der Zweigstelle Neustrelitz (2015)

Die Zweigstelle Neustrelitz des Amtsgerichts Waren (Müritz) befindet sich im denkmalgeschützten   Gebäudekomplex Tiergartenstraße 5/Ecke Töpferstraße 13a nahe dem Stadtzentrum von Neustrelitz. Seit 2. März 2015 ist der Gebäudekomplex auch Sitz des Landessozialgerichts Mecklenburg-Vorpommern, das vorher in Neubrandenburg ansässig war. Im Gebäude Töpferstraße 13a war zuvor das Amtsgericht Neustrelitz untergebracht, das 1865 nach Entwürfen von Friedrich Wilhelm Buttel als Großherzogliches Landgericht mit Gerichtssaal und einem Gefängnis im Hof errichtet worden war. Das Gebäude Tiergartenstraße 5 war zu DDR-Zeiten eine Zweigstelle des Ministeriums für Staatssicherheit der DDR (MfS). Der vom MfS als  Untersuchungshaftanstalt genutzte Gefängnisbau im Hof ist heute ein Erinnerungsort an diese Zeit der Gebäudenutzung. Schwarze Stelen mit entsprechender Beschriftung auf dem am Gebäude Tiergartenstraße 5 vorbeiführenden Fußweg weisen auf den Erinnerungsort im Hof des Gebäudekomplexes hin.

## Übergeordnete Gerichte
Dem Amtsgericht Neustrelitz war das Landgericht Neubrandenburg übergeordnet. Zuständiges Oberlandesgericht war das Oberlandesgericht Rostock.
Durch die Umwandlung des Amtsgerichts in eine Zweigstelle des Amtsgerichts Waren (Müritz) bleibt es bei der Zuständigkeit des Landgerichts Neubrandenburg und des Oberlandesgerichts Rostock.